# Hyperolius vilhenai
Espèce
Statut de conservation UICN

 DD  : Données insuffisantes
Hyperolius vilhenai est une espèce d'amphibiens de la famille des Hyperoliidae.

## Répartition
Cette espèce est endémique d'Angola. Elle se rencontre à Cuilo le long de la rivière Luita dans la province de Lunda-Nord,.

## Étymologie
Cette espèce est nommée en l'honneur du commandant Ernesto Jardim de Vilhena (1876-1967).

## Publication originale
- Laurent, 1964 : Subsídios para o estudo da biologia na Lunda. Reptiles et Amphibiens de l'Angola (Troisième contribution). Publicações Culturais, Companhia de Diamantes de Angola, Lisboa, vol. 67, p. 1-165.